# Anse Marcel
Anse Marcel is een villawijk in het Franse gedeelte van het eiland Sint Maarten. Het bevindt zich ongeveer 7 km ten noordoosten van de hoofdplaats Marigot. Anse Marcel ligt in een natuurlijke baai.

## Overzicht
Anse Marcel was een dorpje en een katoenplantage, maar de nederzetting werd later verlaten. In 1981 werd het gebied aangekocht, en in 1982 werd begonnen met de aanleg van een weg door de heuvels naar Cul de Sac. In 1987 werd Anse Marcel geopend met 52 bungalows.
Anse Marcel heeft een jachthaven, hotel, restaurants, en een strand. Het is privéterrein, maar het is vrij toegankelijk inclusief het strand. Ook het parkeren is gratis. Het ligt in een baai die omringd is door heuvels en heeft daardoor rustig ondiep water en is geschikt voor kinderen. Er is de mogelijkheid tot kajakken, snorkelen en duiken. In 2017 werd het verwoest door orkaan Irma, maar is onder een nieuwe eigenaar weer opgebouwd.
Ten noorden en oosten van Anse Marcel bevindt zich het beschermd natuurgebied Eastern Point, dat het laatste ongerepte bos van het eiland Sint Maarten bevat. Er is een 4,5 km lang wandelpad genaamd Sentier des Froussards (spoor van de lafaards) uitgezet vanaf Anse Marcel dat door het bos voert.

## Galerij

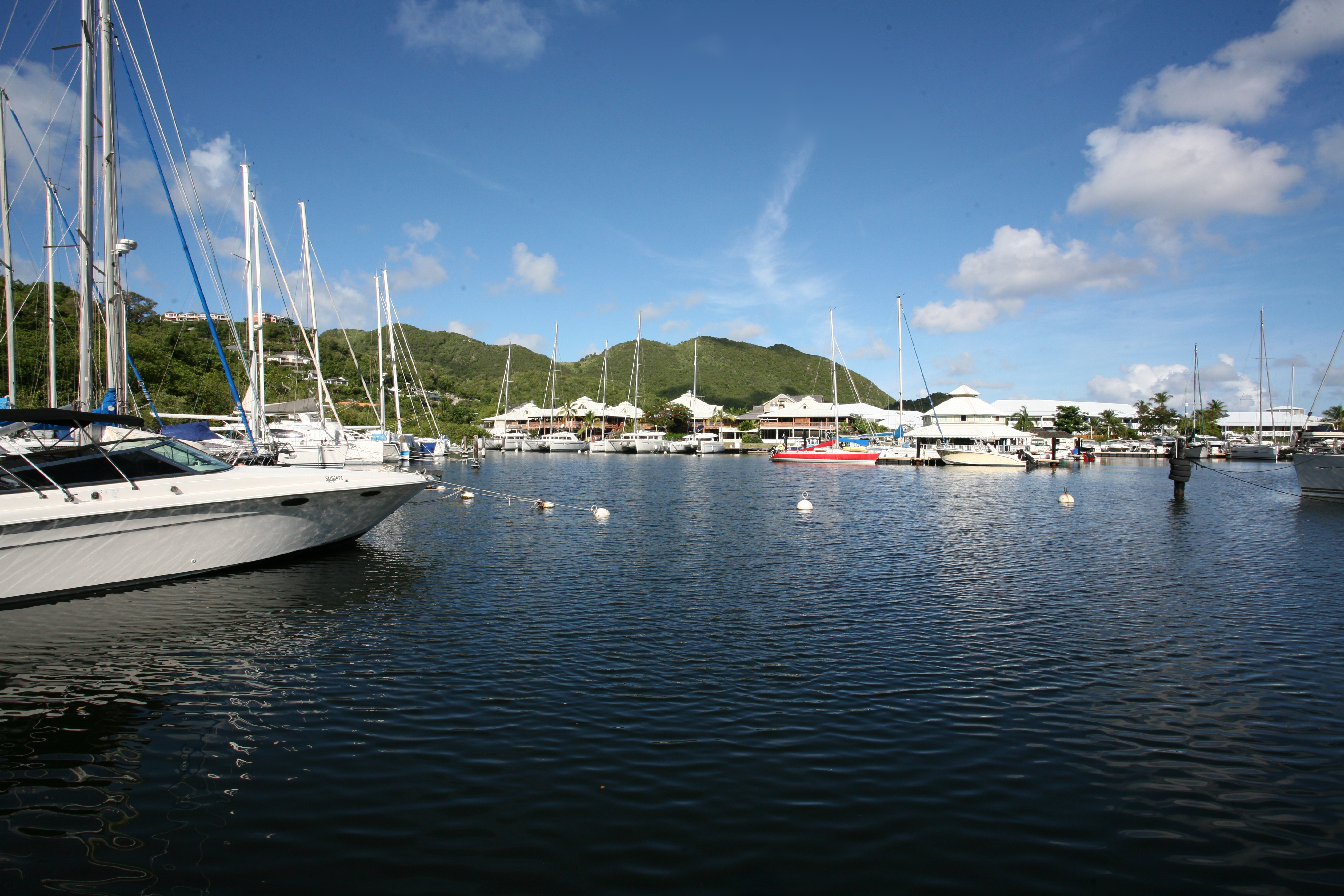
Jachthaven van Anse Marcel
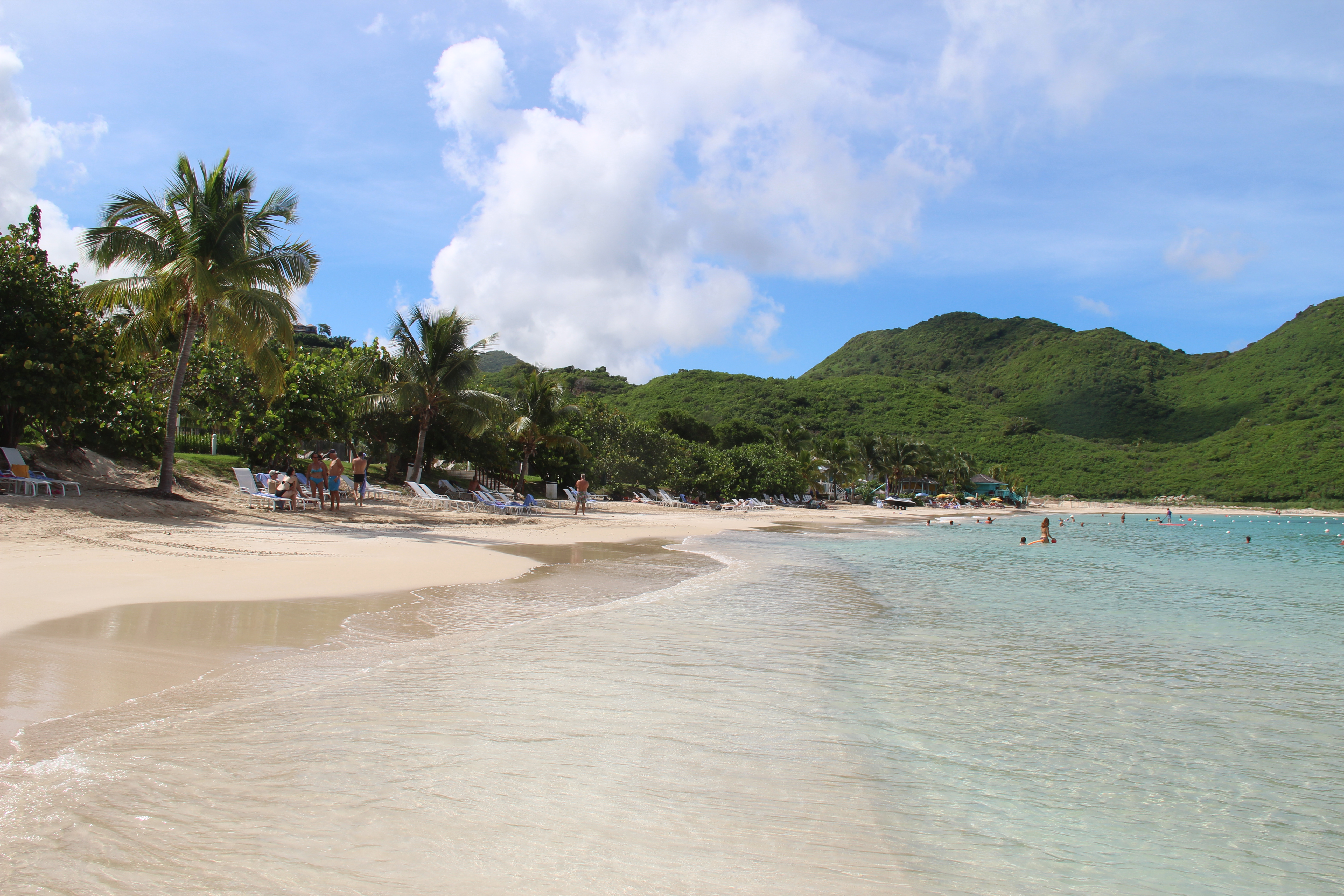
Strand van Anse Marcel

Anse Marcel · Baie-Orientale · Cul de Sac · Grand Case · Marigot · Oyster Pond · Quartier-d'Orléans · Sandy Ground · Terres-Basses